# イースタン・パークウェイ-ブルックリン美術館駅
イースタン・パークウェイ-ブルックリン美術館駅（イースタン・パークウェイ-ブルックリンびじゅつかんえき、英語: Eastern Parkway–Brooklyn Museum）はニューヨーク市地下鉄IRTイースタン・パークウェイ線の駅である。ブルックリン区プロスペクト・ハイツのイースタン・パークウェイとワシントン・アベニューの交差点西側、ブルックリン美術館前に位置し、2系統が終日、3系統が深夜を除く終日、4系統が深夜帯のみ停車する。

## 歴史
もともと、当駅の建設計画時の仮称はインスティテュート・パーク駅 (Institute Park) であった。しかし、IRTはブルックリン芸術科学院からブルックリン美術館駅に駅名を変更して駅の所在地を分かりやすくするよう請願を受けた。その結果、1920年3月3日に仮称がイースタン・パークウェイ-ブルックリン美術館駅 (Eastern Parkway-Brooklyn Museum) に変更された。
1920年10月10日、駅はIRTイースタン・パークウェイ線アトランティック・アベニュー-バークレイズ・センター駅 - フランクリン・アベニュー駅間でバーゲン・ストリート駅とグランド・アーミー・プラザ駅と共に開業した。
1964年から1965年にかけてホーム有効長を1両あたり51フィート（15メートル）のIRT車10両編成に対応するために525フィート（160メートル）に延長した。
駅はMTAが2020年までにADAに準拠させる予定の100駅のうちの1駅となっており、2016-2019年の投資計画ではこの工事に向けて3220万ドルを割り当てていた。2020年12月にエレベーターが供用開始された。

## 駅構造
| G  | 地上階                     | 出入口 |
| B1 | 改札階                     | 改札口、駅員詰所、メトロカード自動券売機 |
| B2 | 相対式ホーム、右側扉が開く | 相対式ホーム、右側扉が開く |
| B2 | 北行緩行線                 | ← ウェイクフィールド-241丁目駅行き（グランド・アーミー・プラザ駅） ← ハーレム-148丁目駅行き（グランド・アーミー・プラザ駅） ← 深夜帯：ウッドローン駅行き（グランド・アーミー・プラザ駅）                                       |
| B2 | 南行緩行線                 | → フラットブッシュ・アベニュー-ブルックリン・カレッジ駅行き（フランクリン・アベニュー駅）→ ニューロッツ・アベニュー駅行き（フランクリン・アベニュー駅）→ 深夜帯：ニューロッツ・アベニュー駅行き（フランクリン・アベニュー駅）→ |
| B2 | 相対式ホーム、右側扉が開く | |
| B3 | 北行急行線                 | ← 深夜帯以外：通過 ← 平日：通過 |
| B3 | 南行急行線                 | → 深夜帯以外：通過 → → 平日：通過 → |

駅は相対式ホーム2面と緩行線2線、緩行線下に走る急行線2線を有した2面4線の地下駅で、各ホーム南側には急行線からの緊急脱出口が接続している。駅には東と西に改札口があったが、現在は東側のみで西側は閉鎖されている。

### 出口
駅には東側に唯一の改札口がある。
- 階段1つ・エレベーター1基、イースタン・パークウェイ南側、ブルックリン美術館前
- 階段1つ、イースタン・パークウェイ北側、ブルックリン美術館向かい

## ギャラリー

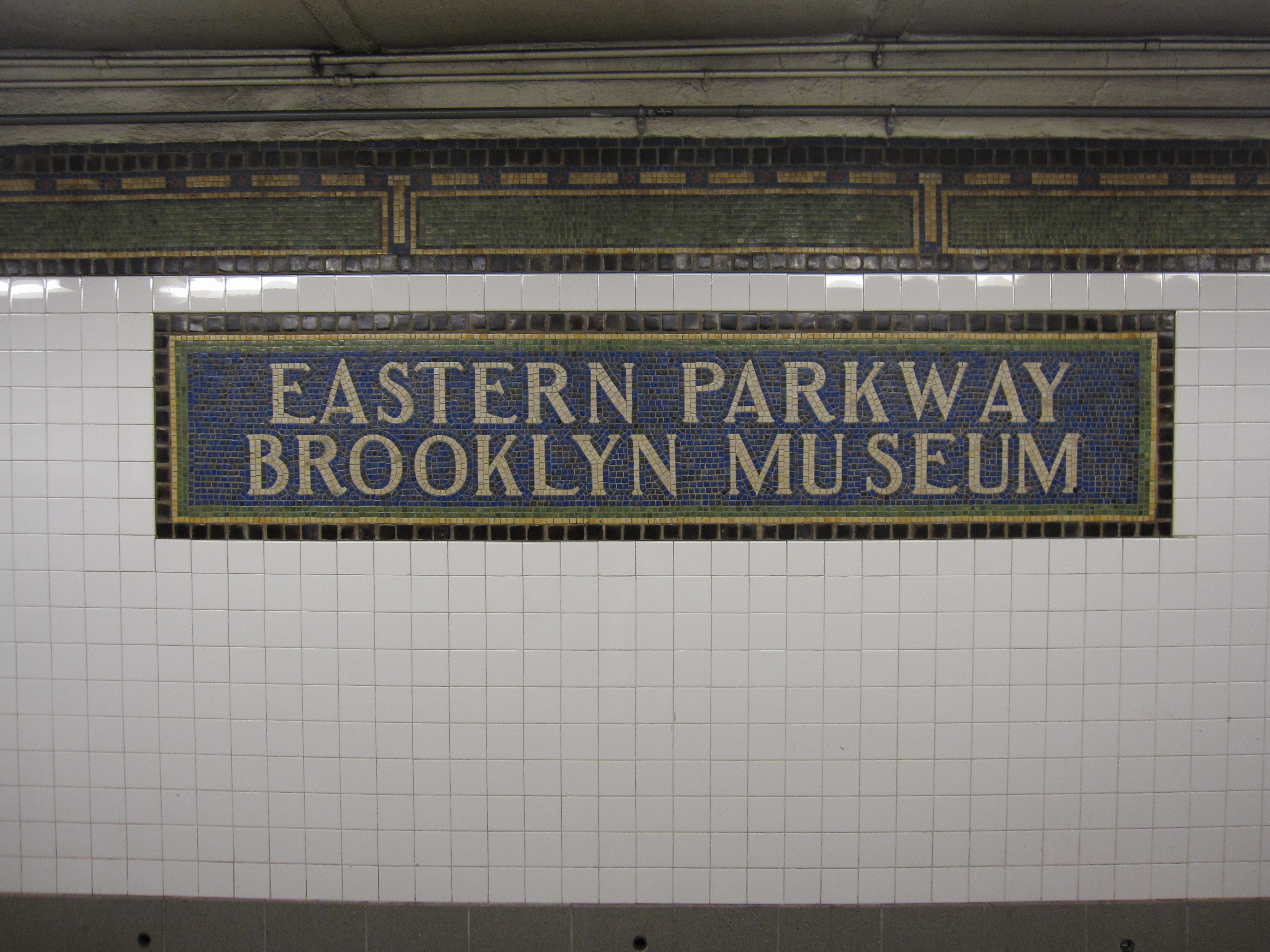
駅名標
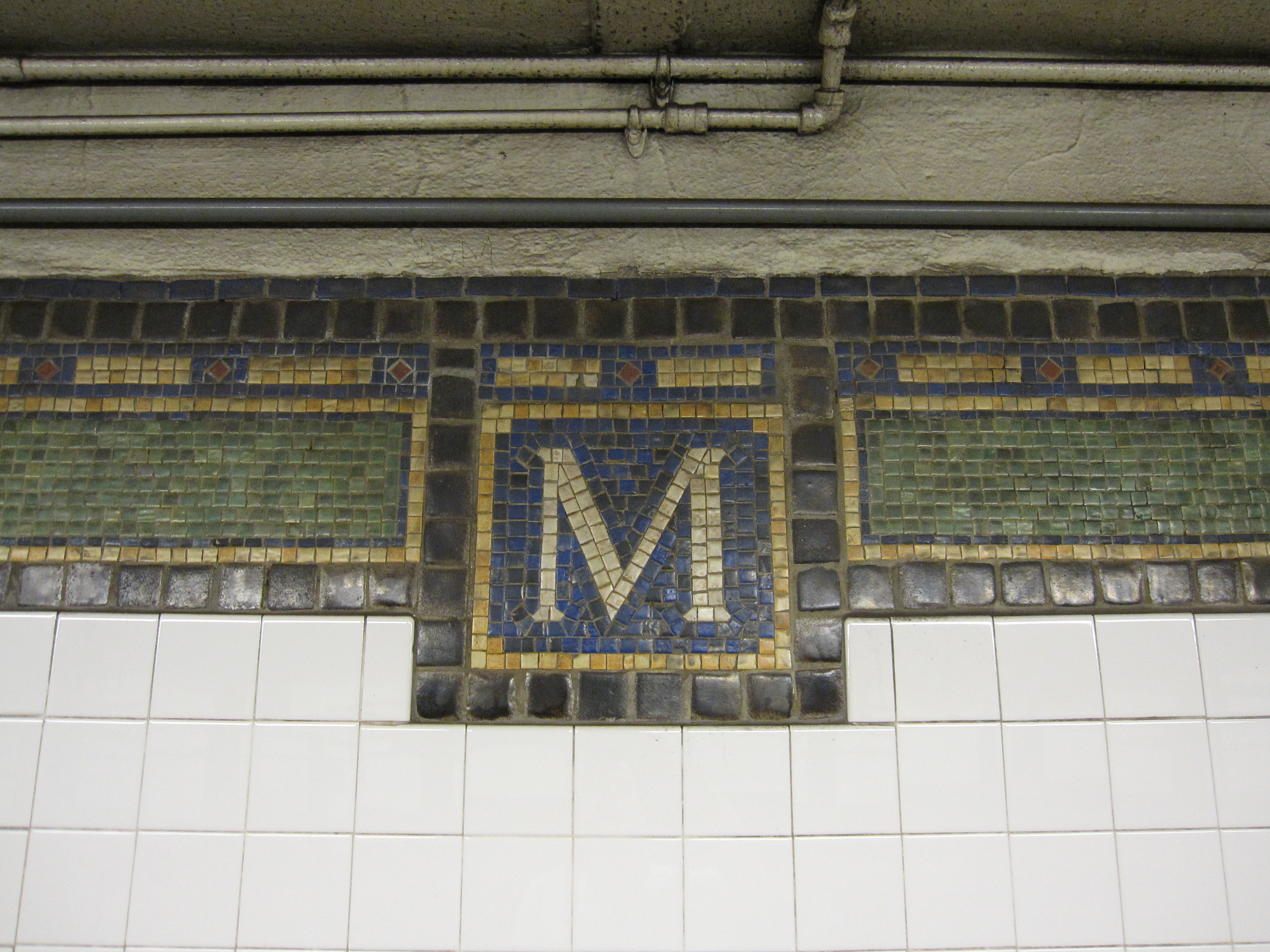
カルトゥーシュ
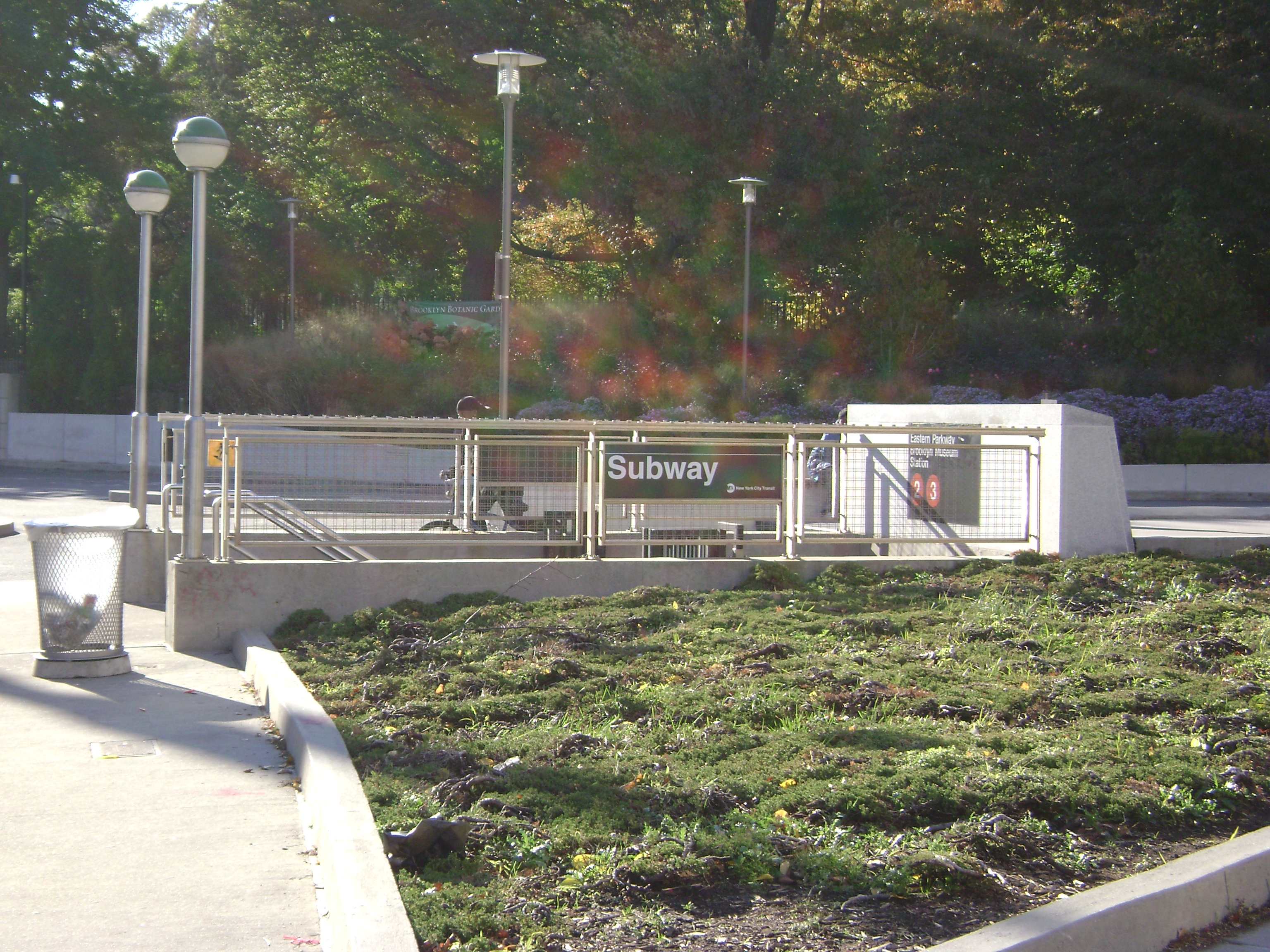
駅入口階段
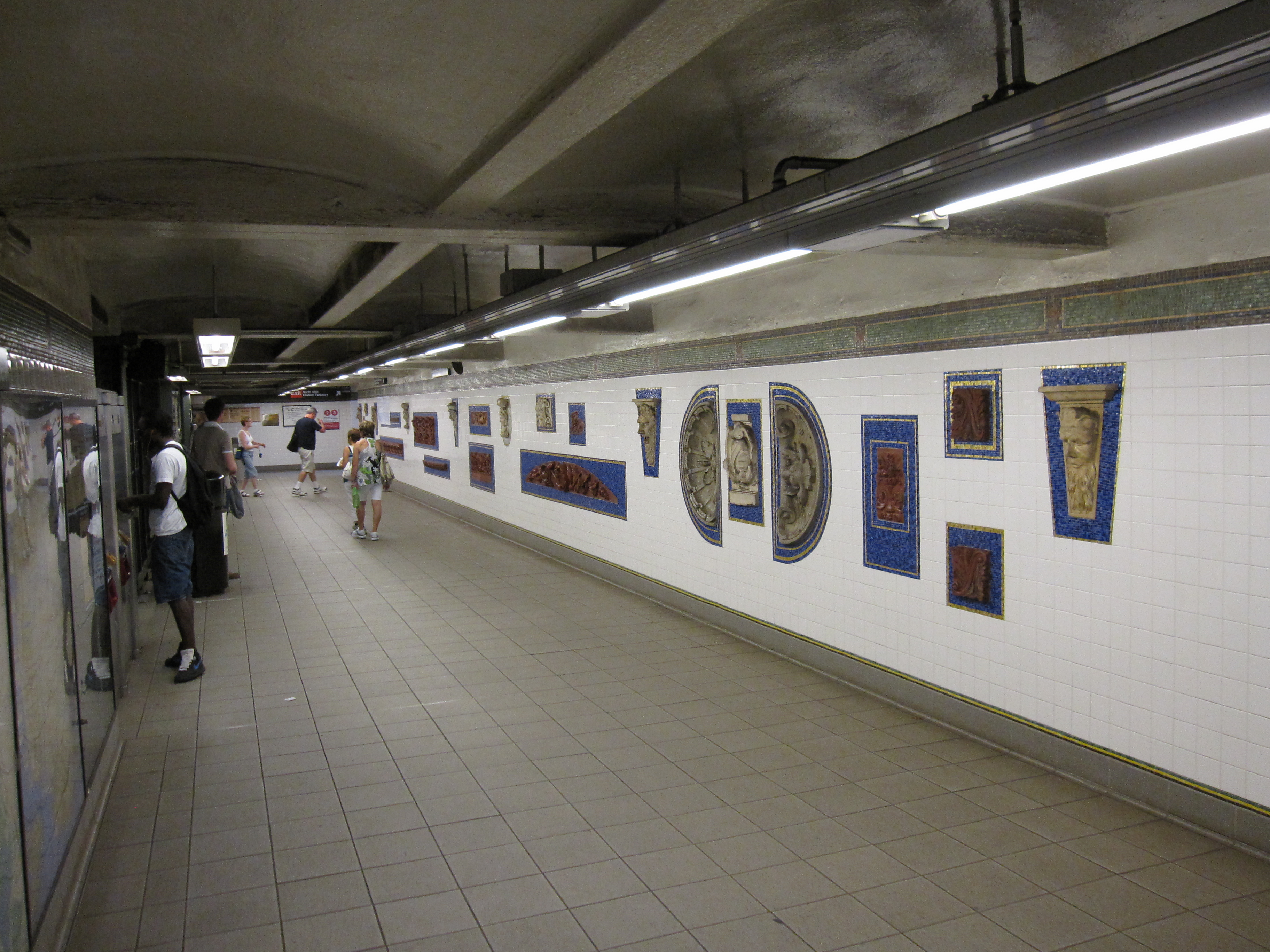
改札口のアートワーク